# کارولین لئونهارت (خواننده)
کارولین لئونهارت (به انگلیسی: Carolyn Leonhart) (زاده ۱۰ ژوئیه ۱۹۷۱) یک خواننده جاز و دختر جی لئونهارت، باسیست جاز  و همچنین خواهر مایکل لئونهارت، نوازنده شیپور است. او به عنوان خواننده پشتیبان برای استیلی دن در چندین تور و ضبط اجرا کرده است. لئونهارت در ۱۰ ژوئیه ۱۹۷۱ در شهر نیویورک متولد شد.

## زندگی شخصی
لئونهارت در سال ۲۰۰۲ با وین اسکوفری در یک کلوب جاز نیویورک آشنا شد. آنها در ۱۷ ژانویه ۲۰۰۴ در منهتن ازدواج کردند لئونهارت در مؤسسه آموزشی آوازی موسیقی تجاری معاصر در دانشگاه شناندوا تحصیل کرد. او استادیار کالج موسیقی برکلی در بوستون ماساچوست بوده و در آکادمی جاز تدریس کرده است.

## آهنگ‌شناسی
- سرقت ماه (سانی ساید، ۲۰۰۰)
- روز هشتم جدید (سانی ساید، ۲۰۰۴)
- اگر رؤیاها با وین اسکوفری محقق شوند (ناگل هییر، ۲۰۰۶)
- شانس وجود دارد (رئیس‌جمهور، ۲۰۰۷)
- جزر و مد دیروز با وین اسکوفری (ساوانت، ۲۰۱۰)